# 빌헬름 프리드리히 폰 노트베크
빌헬름 프리드리히 폰 노트베크(독일어: Wilhelm Friedrich von Nottbeck: 1850년 3월 6일-1928년 3월 10일)는 핀란드의 기업인이다. 핀레이슨 이사회 대표이사를 지냈다.
발트 독일인 귀족가문인 폰 노트베크가 출신이다. 빌헬름 폰 노트베크와 마리 폰 멩덴 백작부인의 차남이다. 타르투 대학교에서 화학 석사 학위를 받고 프랑스에서 수학, 잉글랜드에서 경제학을 배웠다. 부친이 죽자 가족경영을 이어받았다. 1907년 핀레이슨사가 유한책임회사로 전환되자 빌헬름 프리드리히 폰 노트베크는 이사회 회장이 되었고 죽을 때까지 그 직을 유지했다. 평생 대부분을 핀레이슨사가 소재한 탐페레에서 살았다. 1904년 8월 상트페테르부르크로 이주했고 러시아 혁명 이후 핀란드로 귀국해 말년 10년간은 헬싱키에서 살았다. 폰 노트베크는 자기 이름으로 된 특허를 10개 소유했다.
빌헬름 프리드리히 폰 노트베크는 마리아 리디아 폰 토비젠(Maria Lydia von Tobiesen; 1851년-1906년)과 결혼했다. 1906년 사별하고 1911년 아나 빌헬미나 슐텐(Anna Wilhelmina Schulten)과 재혼했다. 첫 아내와의 사이에서 2남을 낳았다.